# Rodrigo Fáez
Rodrigo González Fáez (Gijón, Asturias, España, 24 de diciembre de 1982), más conocido como Rodrigo Fáez, es licenciado en comunicación audiovisual y forma parte del equipo de periodistas de ESPN en Madrid.

## Trayectoria
Rodrigo nació en Gijón el 24 de diciembre de 1982, estudió en el Colegio del Corazón de María, en la Christelijke Hogeschool Windesheim, en la Universidad Pontificia de Salamanca y en la Universidad Estatal Wright. 
Empezó su carrera profesional narrando partidos en Radio Salamanca, mientras estudiaba en la Universidad Pontificia de Salamanca. Al término de sus estudios, en 2003, se incorpora a SER Gijón, de la Cadena SER hasta 2006, siguiendo la actualidad del Real Sporting de Gijón junto con el periodista gijonés Manfredo Álvarez, cuando se traslada a Madrid para trabajar en Punto Radio, en el equipo de Josep Pedrerol, especializándose en el seguimiento de equipos como el Real Madrid y el Atlético de Madrid o la Selección de fútbol de España. 
En 2009 se traslada de nuevo, esta vez a Barcelona e inicia su andadura en la televisión, en Gol Televisión y en 2015, en BeIN Sports. En Gol Televisión dirigió el programa Los lunes al GOL y en BeIN Sports el programa Bein Inside hasta 2018, cuando comenzó a trabajar en el área de comunicación digital del FC Barcelona. En julio de 2019 deja el FC Barcelona y se incorpora al equipo de periodistas de ESPN en Madrid. 
Es YouTuber y cuenta con más de 250.000 suscriptores y también tiene un canal de Twitch, donde pasa la barrera de 10.000 seguidores.